# Чемпионат мира по баскетболу среди женщин 2022 — квалификация
Квалификационный турнир Чемпионата мира по баскетболу среди женщин 2022 года определял последние десять команд на Чемпионат мира по баскетболу среди женщин 2022. Прошел с 10 по 14 февраля 2022 года.

## Формат турнира
Шестнадцать команд, прошедших квалификацию в соответствующих континентальных чемпионатах, были разделены на четыре группы по четыре команды в каждой. Три лучшие команды из каждой группы квалифицируются в финальный турнир. Команды, прошедшие квалификацию на Чемпионат мира: хозяин — Австралия и Олимпийский победитель 2020 года — Соединенные Штаты, также участвовали в этом турнире, поэтому в группах, содержащие эти команды квалифицировались только две команды.

## Команды участники
| Квалификация                                      | Место проведения   | Дата                       | Количество | Участник турнира                                            |
| ------------------------------------------------- | ------------------ | -------------------------- | ---------- | ----------------------------------------------------------- |
| Чемпионат Америки по баскетболу среди женщин 2021 | Сан-Хуан           | 11-19 июня 2021            | 4          | США Пуэрто-Рико Бразилия Канада                             |
| Чемпионат Европы по баскетболу среди женщин 2021  | Страсбург Валенсия | 17−27 июня 2021            | 6          | Сербия Франция Бельгия Беларусь Босния и Герцеговина Россия |
| Чемпионат Африки по баскетболу среди женщин 2021  | Яунде              | 17-26 сентября 2021        | 2          | Нигерия Мали                                                |
| Чемпионат Азии по баскетболу среди женщин 2021    | Амман              | 27 сентября-3 октября 2021 | 4          | Япония Китай Австралия Республика Корея                     |
| Итого                                             | Итого              | Итого                      | 16         |                                                             |

## Жеребьевка турнира
Жеребьевка отборочного турнира состоялась 23 ноября 2021 года.
18 ноября 2021 года было объявлено, что Белград примет два турнира, в то время как Осака и Вашингтон примут другие турниры, которые пройдут с 10 по 14 февраля 2022 года.

### Посев
Посев был основан на Рейтинг ФИБА 9 августа 2021.
| Команда   | Поз |
| --------- | --- |
| США       | 1   |
| Австралия | 3   |
| Канада    | 4   |
| Франция   | 5   |

| Команда | Поз |
| ------- | --- |
| Бельгия | 6   |
| Китай   | 7   |
| Япония  | 8   |
| Сербия  | 9   |

| Команда  | Поз |
| -------- | --- |
| Беларусь | 11  |
| Россия   | 12  |
| Бразилия | 14  |
| Нигерия  | 16  |

| Команда              | Поз |
| -------------------- | --- |
| Пуэрто-Рико          | 17  |
| Республика Корея     | 19  |
| Босния и Герцеговина | 27  |
| Мали                 | 41  |

## Квалификационный турнир
Группы A и B сыграны в Белграде, Сербия, группа C в Осака, Япония и группа D в Вашингтоне, США.

### Группа A
| Место                      | Команда          | Игры | Поб | Пор | Забито | Пропущено | +/- | Очки | Примечания          |
| -------------------------- | ---------------- | ---- | --- | --- | ------ | --------- | --- | ---- | ------------------- |
| 1                          | Сербия           | 3    | 3   | 0   | 219    | 203       | +16 | 6    | Чемпионат мира 2022 |
| 2                          | Австралия        | 3    | 2   | 1   | 215    | 191       | +24 | 5    | Чемпионат мира 2022 |
| 3                          | Республика Корея | 3    | 1   | 2   | 199    | 218       | −19 | 4    | Чемпионат мира 2022 |
| 4                          | Бразилия         | 3    | 0   | 3   | 196    | 217       | −21 | 3    |                     |
| Данные на 14 февраля 2022. |                  |      |     |     |        |           |     |      |                     |

1. ↑   Австралия является принимающей стороной чемпионата мира 2022 года.

| 10 февраля 2022 12:00 | Отчет | Австралия                  | 65:52    | Бразилия       | Спорт холл Ранко Жеравица, Белград Зрителей: 15 Судьи: Борис Креджич (Словения), Фелипе Ибарра (Чили), Андрада Ксендер (Румыния) |
| 10 февраля 2022 12:00 | Отчет | 20:10, 16:10, 17:16, 12:16 |          |                | Спорт холл Ранко Жеравица, Белград Зрителей: 15 Судьи: Борис Креджич (Словения), Фелипе Ибарра (Чили), Андрада Ксендер (Румыния) |
| 10 февраля 2022 12:00 | Отчет | Аллен 16                   | Очки     | Де Карвалью 13 | Спорт холл Ранко Жеравица, Белград Зрителей: 15 Судьи: Борис Креджич (Словения), Фелипе Ибарра (Чили), Андрада Ксендер (Румыния) |
| 10 февраля 2022 12:00 | Отчет | Джордж 8                   | Подборы  | Де Соуза 9     | Спорт холл Ранко Жеравица, Белград Зрителей: 15 Судьи: Борис Креджич (Словения), Фелипе Ибарра (Чили), Андрада Ксендер (Румыния) |
| 10 февраля 2022 12:00 | Отчет | Толбот, Уиткомб по 4       | Передачи | Гонсало 4      | Спорт холл Ранко Жеравица, Белград Зрителей: 15 Судьи: Борис Креджич (Словения), Фелипе Ибарра (Чили), Андрада Ксендер (Румыния) |

| 10 февраля 2022 21:00 | Отчет | Республика Корея           | 62:65    | Сербия             | Спорт холл Ранко Жеравица, Белград Зрителей: 1200 Судьи: Михкель Мяннисте (Эстония), Джонни Батиста Палермо (Пуэрто-Рико), Сабля Резгуи (Тунис) |
| 10 февраля 2022 21:00 | Отчет | 15:13, 15:22, 16:19, 16:11 |          |                    | Спорт холл Ранко Жеравица, Белград Зрителей: 1200 Судьи: Михкель Мяннисте (Эстония), Джонни Батиста Палермо (Пуэрто-Рико), Сабля Резгуи (Тунис) |
| 10 февраля 2022 21:00 | Отчет | Ким 16                     | Очки     | Андерсон, Ногич 13 | Спорт холл Ранко Жеравица, Белград Зрителей: 1200 Судьи: Михкель Мяннисте (Эстония), Джонни Батиста Палермо (Пуэрто-Рико), Сабля Резгуи (Тунис) |
| 10 февраля 2022 21:00 | Отчет | Пак Чису 12                | Подборы  | Станкович 10       | Спорт холл Ранко Жеравица, Белград Зрителей: 1200 Судьи: Михкель Мяннисте (Эстония), Джонни Батиста Палермо (Пуэрто-Рико), Сабля Резгуи (Тунис) |
| 10 февраля 2022 21:00 | Отчет | Пак Хеджин 4               | Передачи | Андерсон 7         | Спорт холл Ранко Жеравица, Белград Зрителей: 1200 Судьи: Михкель Мяннисте (Эстония), Джонни Батиста Палермо (Пуэрто-Рико), Сабля Резгуи (Тунис) |

| 12 февраля 2022 18:00 | Отчет | Бразилия                   | 74:76    | Республика Корея | Спорт холл Ранко Жеравица, Белград Зрителей: 150 Судьи: Джонни Батиста Палермо (Пуэрто-Рико), Озлем Ялман (Турция), Михкель Мяннисте (Эстония), |
| 12 февраля 2022 18:00 | Отчет | 16:17, 14:16, 16:12, 28:31 |          |                  | Спорт холл Ранко Жеравица, Белград Зрителей: 150 Судьи: Джонни Батиста Палермо (Пуэрто-Рико), Озлем Ялман (Турция), Михкель Мяннисте (Эстония), |
| 12 февраля 2022 18:00 | Отчет | Де Карвалью 13             | Очки     | Кан Исыль 21     | Спорт холл Ранко Жеравица, Белград Зрителей: 150 Судьи: Джонни Батиста Палермо (Пуэрто-Рико), Озлем Ялман (Турция), Михкель Мяннисте (Эстония), |
| 12 февраля 2022 18:00 | Отчет | Сильва 10                  | Подборы  | Пак Чису 13      | Спорт холл Ранко Жеравица, Белград Зрителей: 150 Судьи: Джонни Батиста Палермо (Пуэрто-Рико), Озлем Ялман (Турция), Михкель Мяннисте (Эстония), |
| 12 февраля 2022 18:00 | Отчет | Пайшао 8                   | Передачи | Ким 10           | Спорт холл Ранко Жеравица, Белград Зрителей: 150 Судьи: Джонни Батиста Палермо (Пуэрто-Рико), Озлем Ялман (Турция), Михкель Мяннисте (Эстония), |

| 12 февраля 2022 21:00 | Отчет | Сербия                     | 78:71    | Австралия  | Спорт холл Ранко Жеравица, Белград Судьи: Михал Прок (Польша), Керем Баки (Турция), Юй Ицзин (Китай) |
| 12 февраля 2022 21:00 | Отчет | 24:20, 14:20, 15:16, 25:15 |          |            | Спорт холл Ранко Жеравица, Белград Судьи: Михал Прок (Польша), Керем Баки (Турция), Юй Ицзин (Китай) |
| 12 февраля 2022 21:00 | Отчет | Андерсон 30                | Очки     | Уиткомб 18 | Спорт холл Ранко Жеравица, Белград Судьи: Михал Прок (Польша), Керем Баки (Турция), Юй Ицзин (Китай) |
| 12 февраля 2022 21:00 | Отчет | Краишник 7                 | Подборы  | Аллен 8    | Спорт холл Ранко Жеравица, Белград Судьи: Михал Прок (Польша), Керем Баки (Турция), Юй Ицзин (Китай) |
| 12 февраля 2022 21:00 | Отчет | Црвендакич 4               | Передачи | Уиткомб 6  | Спорт холл Ранко Жеравица, Белград Судьи: Михал Прок (Польша), Керем Баки (Турция), Юй Ицзин (Китай) |

| 13 февраля 2022 17:00 | Отчет | Австралия                  | 79:61    | Республика Корея | Спорт холл Ранко Жеравица, Белград Зрителей: 100 Судьи: Борис Креджич (Словения), Фелипе Ибарра (Чили), Сара Гамаль Эль Шарноуби(Египет) |
| 13 февраля 2022 17:00 | Отчет | 25:10, 26:10, 14:21, 14:20 |          |                  | Спорт холл Ранко Жеравица, Белград Зрителей: 100 Судьи: Борис Креджич (Словения), Фелипе Ибарра (Чили), Сара Гамаль Эль Шарноуби(Египет) |
| 13 февраля 2022 17:00 | Отчет | Джордж 15                  | Очки     | Цинь Ань 18      | Спорт холл Ранко Жеравица, Белград Зрителей: 100 Судьи: Борис Креджич (Словения), Фелипе Ибарра (Чили), Сара Гамаль Эль Шарноуби(Египет) |
| 13 февраля 2022 17:00 | Отчет | Гарбин 9                   | Подборы  | Цинь Ань 7       | Спорт холл Ранко Жеравица, Белград Зрителей: 100 Судьи: Борис Креджич (Словения), Фелипе Ибарра (Чили), Сара Гамаль Эль Шарноуби(Египет) |
| 13 февраля 2022 17:00 | Отчет | Джордж, Уоллес по 5        | Передачи | Хо Йеын 7        | Спорт холл Ранко Жеравица, Белград Зрителей: 100 Судьи: Борис Креджич (Словения), Фелипе Ибарра (Чили), Сара Гамаль Эль Шарноуби(Египет) |

| 13 февраля 2022 23:00 | Отчет | Сербия                     | 76:70    | Бразилия       | Спорт холл Ранко Жеравица, Белград Зрителей: 570 Судьи: Михал Прок (Польша), Хортенсия дель Сокорсо Санчес Каррисалес (Мексика), Сабля Резгуи (Тунис) |
| 13 февраля 2022 23:00 | Отчет | 17:16, 22:17, 18:24, 19:13 |          |                | Спорт холл Ранко Жеравица, Белград Зрителей: 570 Судьи: Михал Прок (Польша), Хортенсия дель Сокорсо Санчес Каррисалес (Мексика), Сабля Резгуи (Тунис) |
| 13 февраля 2022 23:00 | Отчет | Андерсон 25                | Очки     | Де Карвалью 18 | Спорт холл Ранко Жеравица, Белград Зрителей: 570 Судьи: Михал Прок (Польша), Хортенсия дель Сокорсо Санчес Каррисалес (Мексика), Сабля Резгуи (Тунис) |
| 13 февраля 2022 23:00 | Отчет | Краишник 6                 | Подборы  | Сильва 13      | Спорт холл Ранко Жеравица, Белград Зрителей: 570 Судьи: Михал Прок (Польша), Хортенсия дель Сокорсо Санчес Каррисалес (Мексика), Сабля Резгуи (Тунис) |
| 13 февраля 2022 23:00 | Отчет | Андерсон 6                 | Передачи | Пайшао 7       | Спорт холл Ранко Жеравица, Белград Зрителей: 570 Судьи: Михал Прок (Польша), Хортенсия дель Сокорсо Санчес Каррисалес (Мексика), Сабля Резгуи (Тунис) |

### Группа В
| Место                      | Команда | Игры | Поб | Пор | Забито | Пропущено | +/- | Очки | Примечания          |
| -------------------------- | ------- | ---- | --- | --- | ------ | --------- | --- | ---- | ------------------- |
| 1                          | Китай   | 3    | 3   | 0   | 277    | 210       | +67 | 6    | Чемпионат мира 2022 |
| 2                          | Нигерия | 3    | 2   | 1   | 216    | 224       | −8  | 5    | Чемпионат мира 2022 |
| 3                          | Франция | 3    | 1   | 2   | 212    | 236       | −24 | 4    | Чемпионат мира 2022 |
| 4                          | Мали    | 3    | 0   | 3   | 199    | 234       | −35 | 3    |                     |
| Данные на 14 февраля 2022. |         |      |     |     |        |           |     |      |                     |

| 10 февраля 2022 15:00 | Отчет | Китай                      | 90:76    | Нигерия                        | Спорт холл Ранко Жеравица, Белград Зрителей: 100 Судьи: Керем Баки (Турция), Хортенсия дель Сокорсо Санчес Каррисалес (Мексика), Яна Никогосян (Казахстан) |
| 10 февраля 2022 15:00 | Отчет | 29:14, 25:22, 25:16, 11:24 |          |                                | Спорт холл Ранко Жеравица, Белград Зрителей: 100 Судьи: Керем Баки (Турция), Хортенсия дель Сокорсо Санчес Каррисалес (Мексика), Яна Никогосян (Казахстан) |
| 10 февраля 2022 15:00 | Отчет | Ли Мэн, Ли Юэжу 19         | Очки     | Эми Оконкво 15                 | Спорт холл Ранко Жеравица, Белград Зрителей: 100 Судьи: Керем Баки (Турция), Хортенсия дель Сокорсо Санчес Каррисалес (Мексика), Яна Никогосян (Казахстан) |
| 10 февраля 2022 15:00 | Отчет | Ли Юэжу 6                  | Подборы  | 4 игрока по 4                  | Спорт холл Ранко Жеравица, Белград Зрителей: 100 Судьи: Керем Баки (Турция), Хортенсия дель Сокорсо Санчес Каррисалес (Мексика), Яна Никогосян (Казахстан) |
| 10 февраля 2022 15:00 | Отчет | Ли Юань, Ван Сыюй по 7     | Передачи | Адаора Элону, Одера Чидом по 4 | Спорт холл Ранко Жеравица, Белград Зрителей: 100 Судьи: Керем Баки (Турция), Хортенсия дель Сокорсо Санчес Каррисалес (Мексика), Яна Никогосян (Казахстан) |

| 10 февраля 2022 18:00 | Отчет | Франция                    | 77:66    | Мали           | Спорт холл Ранко Жеравица, Белград Зрителей: 150 Судьи: Михал Прок (Польша), Кристиан Паес Артега (Эквадор), Сара Гамаль Эль Шарноуби (Египет) |
| 10 февраля 2022 18:00 | Отчет | 23:18, 21:17, 14:12, 19:19 |          |                | Спорт холл Ранко Жеравица, Белград Зрителей: 150 Судьи: Михал Прок (Польша), Кристиан Паес Артега (Эквадор), Сара Гамаль Эль Шарноуби (Египет) |
| 10 февраля 2022 18:00 | Отчет | Туре 14                    | Очки     | Сика Коне 26   | Спорт холл Ранко Жеравица, Белград Зрителей: 150 Судьи: Михал Прок (Польша), Кристиан Паес Артега (Эквадор), Сара Гамаль Эль Шарноуби (Египет) |
| 10 февраля 2022 18:00 | Отчет | Эпупа, Уильямс по 5        | Подборы  | Сика Коне 9    | Спорт холл Ранко Жеравица, Белград Зрителей: 150 Судьи: Михал Прок (Польша), Кристиан Паес Артега (Эквадор), Сара Гамаль Эль Шарноуби (Египет) |
| 10 февраля 2022 18:00 | Отчет | Эпупа, Фоту, Йоханнес по 3 | Передачи | Тути Гандега 6 | Спорт холл Ранко Жеравица, Белград Зрителей: 150 Судьи: Михал Прок (Польша), Кристиан Паес Артега (Эквадор), Сара Гамаль Эль Шарноуби (Египет) |

| 11 февраля 2022 15:00 | Отчет | Мали                       | 64:84    | Китай          | Спорт холл Ранко Жеравица, Белград Зрителей: 150 Судьи: Борис Креджич (Словения), Андрада Ксендер (Румыния), Жан Совер Рухамириса (Руанда) |
| 11 февраля 2022 15:00 | Отчет | 10:22, 24:21, 13:27, 17:14 |          |                | Спорт холл Ранко Жеравица, Белград Зрителей: 150 Судьи: Борис Креджич (Словения), Андрада Ксендер (Румыния), Жан Совер Рухамириса (Руанда) |
| 11 февраля 2022 15:00 | Отчет | Адама Кулибали 15          | Очки     | Ли Юэжу 21     | Спорт холл Ранко Жеравица, Белград Зрителей: 150 Судьи: Борис Креджич (Словения), Андрада Ксендер (Румыния), Жан Совер Рухамириса (Руанда) |
| 11 февраля 2022 15:00 | Отчет | Сика Коне 9                | Подборы  | Хуан Сыцзин 14 | Спорт холл Ранко Жеравица, Белград Зрителей: 150 Судьи: Борис Креджич (Словения), Андрада Ксендер (Румыния), Жан Совер Рухамириса (Руанда) |
| 11 февраля 2022 15:00 | Отчет | Дженеба Н'Диайе 5          | Передачи | Хуан Сыцзин 8  | Спорт холл Ранко Жеравица, Белград Зрителей: 150 Судьи: Борис Креджич (Словения), Андрада Ксендер (Румыния), Жан Совер Рухамириса (Руанда) |

| 11 февраля 2022 18:00 | Отчет | Нигерия                            | 67:65    | Франция          | Спорт холл Ранко Жеравица, Белград Зрителей: 50 Судьи: Фелипе Ибарра (Чили), Хортенсия дель Сокорсо Санчес Каррисалес (Мексика), Озлем Ялман (Турция) |
| 11 февраля 2022 18:00 | Отчет | 11:28, 16:10, 21:14, 19:13         |          |                  | Спорт холл Ранко Жеравица, Белград Зрителей: 50 Судьи: Фелипе Ибарра (Чили), Хортенсия дель Сокорсо Санчес Каррисалес (Мексика), Озлем Ялман (Турция) |
| 11 февраля 2022 18:00 | Отчет | Виктория Маколей 19                | Очки     | Йоханнес 18      | Спорт холл Ранко Жеравица, Белград Зрителей: 50 Судьи: Фелипе Ибарра (Чили), Хортенсия дель Сокорсо Санчес Каррисалес (Мексика), Озлем Ялман (Турция) |
| 11 февраля 2022 18:00 | Отчет | Одера Чидом 6                      | Подборы  | Сиак 7           | Спорт холл Ранко Жеравица, Белград Зрителей: 50 Судьи: Фелипе Ибарра (Чили), Хортенсия дель Сокорсо Санчес Каррисалес (Мексика), Озлем Ялман (Турция) |
| 11 февраля 2022 18:00 | Отчет | Одера Чидом, Промис Амукамара по 5 | Передачи | Эпупа, Фоту по 4 | Спорт холл Ранко Жеравица, Белград Зрителей: 50 Судьи: Фелипе Ибарра (Чили), Хортенсия дель Сокорсо Санчес Каррисалес (Мексика), Озлем Ялман (Турция) |

| 13 февраля 2022 14:00 | Отчет | Нигерия                              | 73:69    | Мали                               | Спорт холл Ранко Жеравица, Белград Зрителей: 30 Судьи: Керем Баки (Турция), Джонни Батиста Палермо (Пуэрто-Рико), Михкель Мяннисте (Эстония) |
| 13 февраля 2022 14:00 | Отчет | 20:22, 22:13, 22:9, 9:25             |          |                                    | Спорт холл Ранко Жеравица, Белград Зрителей: 30 Судьи: Керем Баки (Турция), Джонни Батиста Палермо (Пуэрто-Рико), Михкель Мяннисте (Эстония) |
| 13 февраля 2022 14:00 | Отчет | Эми Оконкво 14                       | Очки     | Дженеба Н'Диайе 16                 | Спорт холл Ранко Жеравица, Белград Зрителей: 30 Судьи: Керем Баки (Турция), Джонни Батиста Палермо (Пуэрто-Рико), Михкель Мяннисте (Эстония) |
| 13 февраля 2022 14:00 | Отчет | Николь Энабози, Атонье Ньингифа по 8 | Подборы  | Сика Коне 13                       | Спорт холл Ранко Жеравица, Белград Зрителей: 30 Судьи: Керем Баки (Турция), Джонни Батиста Палермо (Пуэрто-Рико), Михкель Мяннисте (Эстония) |
| 13 февраля 2022 14:00 | Отчет | Промис Амукамара 8                   | Передачи | Канкоу Кулибали, Тути Гандега по 5 | Спорт холл Ранко Жеравица, Белград Зрителей: 30 Судьи: Керем Баки (Турция), Джонни Батиста Палермо (Пуэрто-Рико), Михкель Мяннисте (Эстония) |

| 13 февраля 2022 20:00 | Отчет | Франция                    | 70:103   | Китай          | Спорт холл Ранко Жеравица, Белград Зрителей: 70 Судьи: Кристиан Паес Артега (Эквадор), Андрада Ксендер (Румыния), Жан Совер Рухамириса (Руанда) |
| 13 февраля 2022 20:00 | Отчет | 19:32, 21:22, 16:24, 14:25 |          |                | Спорт холл Ранко Жеравица, Белград Зрителей: 70 Судьи: Кристиан Паес Артега (Эквадор), Андрада Ксендер (Румыния), Жан Совер Рухамириса (Руанда) |
| 13 февраля 2022 20:00 | Отчет | Йоханнес 16                | Очки     | Хуан Сыцзин 30 | Спорт холл Ранко Жеравица, Белград Зрителей: 70 Судьи: Кристиан Паес Артега (Эквадор), Андрада Ксендер (Румыния), Жан Совер Рухамириса (Руанда) |
| 13 февраля 2022 20:00 | Отчет | Уильямс 8                  | Подборы  | Ван Сыюй 8     | Спорт холл Ранко Жеравица, Белград Зрителей: 70 Судьи: Кристиан Паес Артега (Эквадор), Андрада Ксендер (Румыния), Жан Совер Рухамириса (Руанда) |
| 13 февраля 2022 20:00 | Отчет | Йоханнес 5                 | Передачи | Ван Сыюй 15    | Спорт холл Ранко Жеравица, Белград Зрителей: 70 Судьи: Кристиан Паес Артега (Эквадор), Андрада Ксендер (Румыния), Жан Совер Рухамириса (Руанда) |

### Группа С
| Место                      | Команда              | Игры | Поб | Пор | Забито | Пропущено | +/- | Очки | Примечания          |
| -------------------------- | -------------------- | ---- | --- | --- | ------ | --------- | --- | ---- | ------------------- |
| 1                          | Канада               | 2    | 1   | 1   | 175    | 150       | +25 | 3    | Чемпионат мира 2022 |
| 2                          | Япония               | 2    | 1   | 1   | 168    | 166       | +2  | 3    | Чемпионат мира 2022 |
| 3                          | Босния и Герцеговина | 2    | 1   | 1   | 151    | 178       | −27 | 3    | Чемпионат мира 2022 |
| 4                          | Беларусь             | 0    | 0   | 0   | 0      | 0         | 0   | 0    |                     |
| Данные на 13 февраля 2022. |                      |      |     |     |        |           |     |      |                     |

1. ↑  Беларусь снялась с соревнований перед турниром из-за нескольких положительных тестов на COVID-19 в их команде.

| 10 февраля 2022 19:00 | Отчет | Япония                                               | 86:79 ОТ | Канада    | Оокини Арена Майсима, Осака Зрителей: 1 282 Судьи: Скотт Беккер (Австралия), Елена Смилянич (Сербия), Гатис Салиньш (Латвия) |
| 10 февраля 2022 19:00 | Отчет | 15:17, 8:23, 23:14, 27:19, Дополнительное время 13:6 |          |           | Оокини Арена Майсима, Осака Зрителей: 1 282 Судьи: Скотт Беккер (Австралия), Елена Смилянич (Сербия), Гатис Салиньш (Латвия) |
| 10 февраля 2022 19:00 | Отчет | Мавули 18                                            | Очки     | Филдс 19  | Оокини Арена Майсима, Осака Зрителей: 1 282 Судьи: Скотт Беккер (Австралия), Елена Смилянич (Сербия), Гатис Салиньш (Латвия) |
| 10 февраля 2022 19:00 | Отчет | Токасики 8                                           | Подборы  | Ачонва 10 | Оокини Арена Майсима, Осака Зрителей: 1 282 Судьи: Скотт Беккер (Австралия), Елена Смилянич (Сербия), Гатис Салиньш (Латвия) |
| 10 февраля 2022 19:00 | Отчет | Токасики, Ямамото, Миядзаки по 5                     | Передачи | Колли 5   | Оокини Арена Майсима, Осака Зрителей: 1 282 Судьи: Скотт Беккер (Австралия), Елена Смилянич (Сербия), Гатис Салиньш (Латвия) |

| 12 февраля 2022 15:00 | Отчет | Канада                     | 96:64    | Босния и Герцеговина | Оокини Арена Майсима, Осака Зрителей: 138 Судьи: Ю Юнг (Китайский Тайбэй), Андрея Сильва (Бразилия), Виола Дьердь (Норвегия) |
| 12 февраля 2022 15:00 | Отчет | 30:19, 27:17, 19:16, 20:12 |          |                      | Оокини Арена Майсима, Осака Зрителей: 138 Судьи: Ю Юнг (Китайский Тайбэй), Андрея Сильва (Бразилия), Виола Дьердь (Норвегия) |
| 12 февраля 2022 15:00 | Отчет | Карлтон 28                 | Очки     | Николина Бабич 16    | Оокини Арена Майсима, Осака Зрителей: 138 Судьи: Ю Юнг (Китайский Тайбэй), Андрея Сильва (Бразилия), Виола Дьердь (Норвегия) |
| 12 февраля 2022 15:00 | Отчет | Ачонва 8                   | Подборы  | Николина Дзебо 6     | Оокини Арена Майсима, Осака Зрителей: 138 Судьи: Ю Юнг (Китайский Тайбэй), Андрея Сильва (Бразилия), Виола Дьердь (Норвегия) |
| 12 февраля 2022 15:00 | Отчет | Ачонва, Филдс по 6         | Передачи | Дзебо, Джонс по 5    | Оокини Арена Майсима, Осака Зрителей: 138 Судьи: Ю Юнг (Китайский Тайбэй), Андрея Сильва (Бразилия), Виола Дьердь (Норвегия) |

| 13 февраля 2022 18:00 | Отчет | Босния и Герцеговина       | 87:82    | Япония             | Оокини Арена Майсима, Осака Зрителей: 1 871 Судьи: Гатис Салиньш (Латвия), Алексис Меркадо Пачеко (Пуэрто-Рико), Саид Аль Доссари (Катар) |
| 13 февраля 2022 18:00 | Отчет | 20:23, 18:23, 26:24, 23:12 |          |                    | Оокини Арена Майсима, Осака Зрителей: 1 871 Судьи: Гатис Салиньш (Латвия), Алексис Меркадо Пачеко (Пуэрто-Рико), Саид Аль Доссари (Катар) |
| 13 февраля 2022 18:00 | Отчет | Джонс 36                   | Очки     | Хаяси 21           | Оокини Арена Майсима, Осака Зрителей: 1 871 Судьи: Гатис Салиньш (Латвия), Алексис Меркадо Пачеко (Пуэрто-Рико), Саид Аль Доссари (Катар) |
| 13 февраля 2022 18:00 | Отчет | Джонс 23                   | Подборы  | Мавули, Акахо по 7 | Оокини Арена Майсима, Осака Зрителей: 1 871 Судьи: Гатис Салиньш (Латвия), Алексис Меркадо Пачеко (Пуэрто-Рико), Саид Аль Доссари (Катар) |
| 13 февраля 2022 18:00 | Отчет | Делич 6                    | Передачи | Миядзаки 6         | Оокини Арена Майсима, Осака Зрителей: 1 871 Судьи: Гатис Салиньш (Латвия), Алексис Меркадо Пачеко (Пуэрто-Рико), Саид Аль Доссари (Катар) |

### Группа D
| Место                      | Команда     | Игры | Поб | Пор | Забито | Пропущено | +/-  | Очки | Примечания          |
| -------------------------- | ----------- | ---- | --- | --- | ------ | --------- | ---- | ---- | ------------------- |
| 1                          | США         | 3    | 2   | 1   | 177    | 130       | +47  | 5    | Чемпионат мира 2022 |
| 2                          | Бельгия     | 3    | 2   | 1   | 239    | 192       | +47  | 5    | Чемпионат мира 2022 |
| 3                          | Россия      | 3    | 1   | 2   | 145    | 134       | +11  | 4    | Чемпионат мира 2022 |
| 4                          | Пуэрто-Рико | 3    | 0   | 3   | 188    | 293       | −105 | 3    |                     |
| Данные на 15 февраля 2022. |             |      |     |     |        |           |      |      |                     |

1. 1 2  На основании решения Исполнительного комитета ФИБА, игра США против РОССИИ не будет сыграна, и каждой команде будет начислено по одному очку.
2. ↑   США уже квалифицированы как Олимпийский победитель 2020 года
3. ↑  Из-за ограничений на поездки и здоровье в США и типа вакцины членов российской делегации, которая остается не признанной в США, команда России не сможет выехать на турнир в Вашингтоне

| 10 февраля 2022 16:30 | Отчет | Пуэрто-Рико                | 65:98    | Бельгия               | Восточная спортивная и развлекательная арена Святой Елизаветы, Вашингтон Зрителей: 350 Судьи: Хулио Сезар Аная Фрейле (Панама), Ариадна Чуэка Морена (Финляндия), Васим Хуссейн (Канада) |
| 10 февраля 2022 16:30 | Отчет | 23:30, 14:25, 16:16, 12:27 |          |                       | Восточная спортивная и развлекательная арена Святой Елизаветы, Вашингтон Зрителей: 350 Судьи: Хулио Сезар Аная Фрейле (Панама), Ариадна Чуэка Морена (Финляндия), Васим Хуссейн (Канада) |
| 10 февраля 2022 16:30 | Отчет | Гирантес 25                | Очки     | Линскенс 26           | Восточная спортивная и развлекательная арена Святой Елизаветы, Вашингтон Зрителей: 350 Судьи: Хулио Сезар Аная Фрейле (Панама), Ариадна Чуэка Морена (Финляндия), Васим Хуссейн (Канада) |
| 10 февраля 2022 16:30 | Отчет | Гирантес 5                 | Подборы  | Линскенс 10           | Восточная спортивная и развлекательная арена Святой Елизаветы, Вашингтон Зрителей: 350 Судьи: Хулио Сезар Аная Фрейле (Панама), Ариадна Чуэка Морена (Финляндия), Васим Хуссейн (Канада) |
| 10 февраля 2022 16:30 | Отчет | Киньонес 2                 | Передачи | Деларе, Миссеман по 7 | Восточная спортивная и развлекательная арена Святой Елизаветы, Вашингтон Зрителей: 350 Судьи: Хулио Сезар Аная Фрейле (Панама), Ариадна Чуэка Морена (Финляндия), Васим Хуссейн (Канада) |

| 11 февраля 2022 18:30 | Отчет | Бельгия                    | 75:84    | США     | Восточная спортивная и развлекательная арена Святой Елизаветы, Вашингтон Зрителей: 1 000 Судьи: Мартин Вулич (Хорватия), Ясмина Алькарас Морено (Испания), Амель Дахра (Франция) |
| 11 февраля 2022 18:30 | Отчет | 15:15, 11:23, 18:25, 31:21 |          |         | Восточная спортивная и развлекательная арена Святой Елизаветы, Вашингтон Зрителей: 1 000 Судьи: Мартин Вулич (Хорватия), Ясмина Алькарас Морено (Испания), Амель Дахра (Франция) |
| 11 февраля 2022 18:30 | Отчет | Бен Абделкадер 17          | Очки     | Плам 16 | Восточная спортивная и развлекательная арена Святой Елизаветы, Вашингтон Зрителей: 1 000 Судьи: Мартин Вулич (Хорватия), Ясмина Алькарас Морено (Испания), Амель Дахра (Франция) |
| 11 февраля 2022 18:30 | Отчет | Миссеман 10                | Подборы  | Джонс 6 | Восточная спортивная и развлекательная арена Святой Елизаветы, Вашингтон Зрителей: 1 000 Судьи: Мартин Вулич (Хорватия), Ясмина Алькарас Морено (Испания), Амель Дахра (Франция) |
| 11 февраля 2022 18:30 | Отчет | Альмо 6                    | Передачи | Грей 8  | Восточная спортивная и развлекательная арена Святой Елизаветы, Вашингтон Зрителей: 1 000 Судьи: Мартин Вулич (Хорватия), Ясмина Алькарас Морено (Испания), Амель Дахра (Франция) |

| 12 февраля 2022 16:30 | Отчет | США                       | 93:55    | Пуэрто-Рико | Восточная спортивная и развлекательная арена Святой Елизаветы, Вашингтон Зрителей: 900 Судьи: Мартин Вулич (Хорватия), Ариадна Чуэка Морена (Финляндия), Васим Хуссейн (Канада) |
| 12 февраля 2022 16:30 | Отчет | 33:8, 16:19, 24:17, 20:11 |          |             | Восточная спортивная и развлекательная арена Святой Елизаветы, Вашингтон Зрителей: 900 Судьи: Мартин Вулич (Хорватия), Ариадна Чуэка Морена (Финляндия), Васим Хуссейн (Канада) |
| 12 февраля 2022 16:30 | Отчет | Аткинс 14                 | Очки     | Киньонес 12 | Восточная спортивная и развлекательная арена Святой Елизаветы, Вашингтон Зрителей: 900 Судьи: Мартин Вулич (Хорватия), Ариадна Чуэка Морена (Финляндия), Васим Хуссейн (Канада) |
| 12 февраля 2022 16:30 | Отчет | Ховард 8                  | Подборы  | Гирантес 7  | Восточная спортивная и развлекательная арена Святой Елизаветы, Вашингтон Зрителей: 900 Судьи: Мартин Вулич (Хорватия), Ариадна Чуэка Морена (Финляндия), Васим Хуссейн (Канада) |
| 12 февраля 2022 16:30 | Отчет | Грей, Плам по 5           | Передачи | Гирантес 7  | Восточная спортивная и развлекательная арена Святой Елизаветы, Вашингтон Зрителей: 900 Судьи: Мартин Вулич (Хорватия), Ариадна Чуэка Морена (Финляндия), Васим Хуссейн (Канада) |

| 13 февраля 2022 16:30 | Отчет | Россия                   | 43:66    | Бельгия       | Дворец спорта, Санто-Доминго Зрителей: 500 Судьи: Хулио Сезар Аная Фрейле (Панама), Эсперанса Мендоса Ольгадо (Испания), Амель Дахра (Франция) |
| 13 февраля 2022 16:30 | Отчет | 12:22, 15:19, 9:12, 7:13 |          |               | Дворец спорта, Санто-Доминго Зрителей: 500 Судьи: Хулио Сезар Аная Фрейле (Панама), Эсперанса Мендоса Ольгадо (Испания), Амель Дахра (Франция) |
| 13 февраля 2022 16:30 | Отчет | О. Фролкина 10           | Очки     | Миссеман 20   | Дворец спорта, Санто-Доминго Зрителей: 500 Судьи: Хулио Сезар Аная Фрейле (Панама), Эсперанса Мендоса Ольгадо (Испания), Амель Дахра (Франция) |
| 13 февраля 2022 16:30 | Отчет | 4 игрока по 4            | Подборы  | 3 игрока по 6 | Дворец спорта, Санто-Доминго Зрителей: 500 Судьи: Хулио Сезар Аная Фрейле (Панама), Эсперанса Мендоса Ольгадо (Испания), Амель Дахра (Франция) |
| 13 февраля 2022 16:30 | Отчет | Левченко, Голдырева по 3 | Передачи | Альмо 6       | Дворец спорта, Санто-Доминго Зрителей: 500 Судьи: Хулио Сезар Аная Фрейле (Панама), Эсперанса Мендоса Ольгадо (Испания), Амель Дахра (Франция) |

| 14 февраля 2022 19:00 | Отчет | Пуэрто-Рико                | 68:102   | Россия                | Дворец спорта, Санто-Доминго Зрителей: 500 Судьи: Хулио Сезар Аная Фрейле (Панама), Ясмина Алькарас Морено (Испания), Эсперанса Мендоса Ольгадо (Испания) |
| 14 февраля 2022 19:00 | Отчет | 11:22, 22:20, 12:31, 23:29 |          |                       | Дворец спорта, Санто-Доминго Зрителей: 500 Судьи: Хулио Сезар Аная Фрейле (Панама), Ясмина Алькарас Морено (Испания), Эсперанса Мендоса Ольгадо (Испания) |
| 14 февраля 2022 19:00 | Отчет | Гватми 27                  | Очки     | Мусина 20             | Дворец спорта, Санто-Доминго Зрителей: 500 Судьи: Хулио Сезар Аная Фрейле (Панама), Ясмина Алькарас Морено (Испания), Эсперанса Мендоса Ольгадо (Испания) |
| 14 февраля 2022 19:00 | Отчет | Гватми 9                   | Подборы  | Мусина 17             | Дворец спорта, Санто-Доминго Зрителей: 500 Судьи: Хулио Сезар Аная Фрейле (Панама), Ясмина Алькарас Морено (Испания), Эсперанса Мендоса Ольгадо (Испания) |
| 14 февраля 2022 19:00 | Отчет | О'Нил 6                    | Передачи | Глонти, Комарова по 7 | Дворец спорта, Санто-Доминго Зрителей: 500 Судьи: Хулио Сезар Аная Фрейле (Панама), Ясмина Алькарас Морено (Испания), Эсперанса Мендоса Ольгадо (Испания) |